# Level Crossing Cemetery
Le Level Crossing Cemetery  (Cimetière du passage à niveau) est un cimetière militaire de la Première Guerre mondiale, situé sur le territoire de la commune de Fampoux, dans le département du Pas-de-Calais, au nord-est d'Arras.

## Localisation
Ce cimetière est situé à 800 m au sud de la commune, rue des Moulins, juste avant le passage à niveau de la ligne de Paris-Nord à Lille.

## Histoire

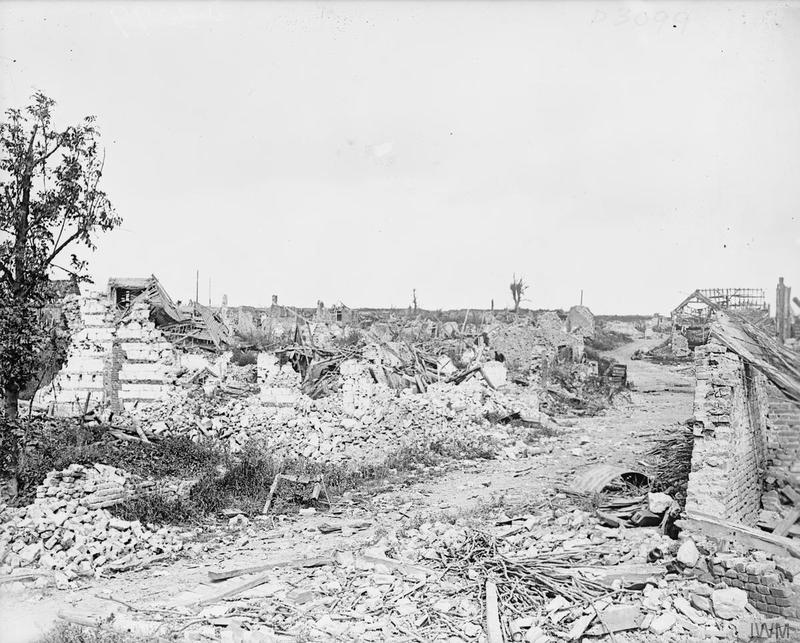
Ruines de Fampoux libérée par la 51e Division britannique le 29 août 1918.

Le village de Fampoux, aux mains des Allemands depuis le début de la guerre, est pris par  les troupes du Commonwealth le 11 avril 1917 au début de la bataille d'Arras.
Il est perdu fin mars 1918 lors de l'offensive du printemps de l'armée allemande, puis repris définitivement fin août suivant.
Le cimetière est commencé en juin 1917 lorsqu'un certain nombre  de soldats tombés lors de l'attaque des mois d'avril et mai y sont inhumés. Il est utilisé jusqu'en mars 1918. Outre la 9e et la 51e Division, la 15[pas clair]. Plus de la moitié des tombes sont celles de soldats des régiments écossais.
Le cimetière Level Crossing comporte 405 sépultures et commémorations de la Première Guerre mondiale dont 29 des sépultures ne sont pas identifiées,.

## Caractéristiques
Ce  cimetière a un plan quasi rectangulaire de 45m sur 25 et est entièrement clos d'une muret de pierres.
Il est conçu par l'architecte britannique Reginald Blomfield.

## Galerie

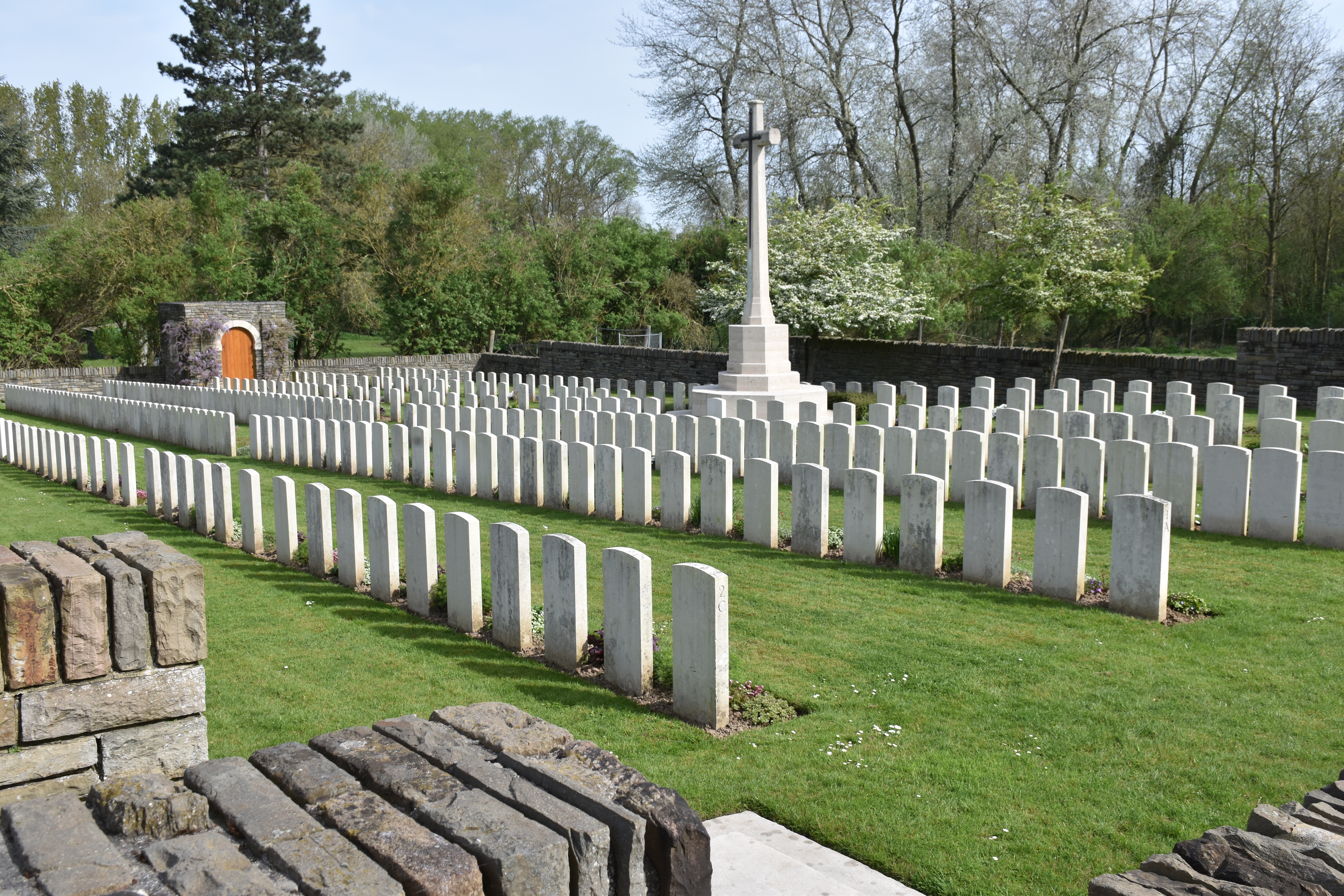
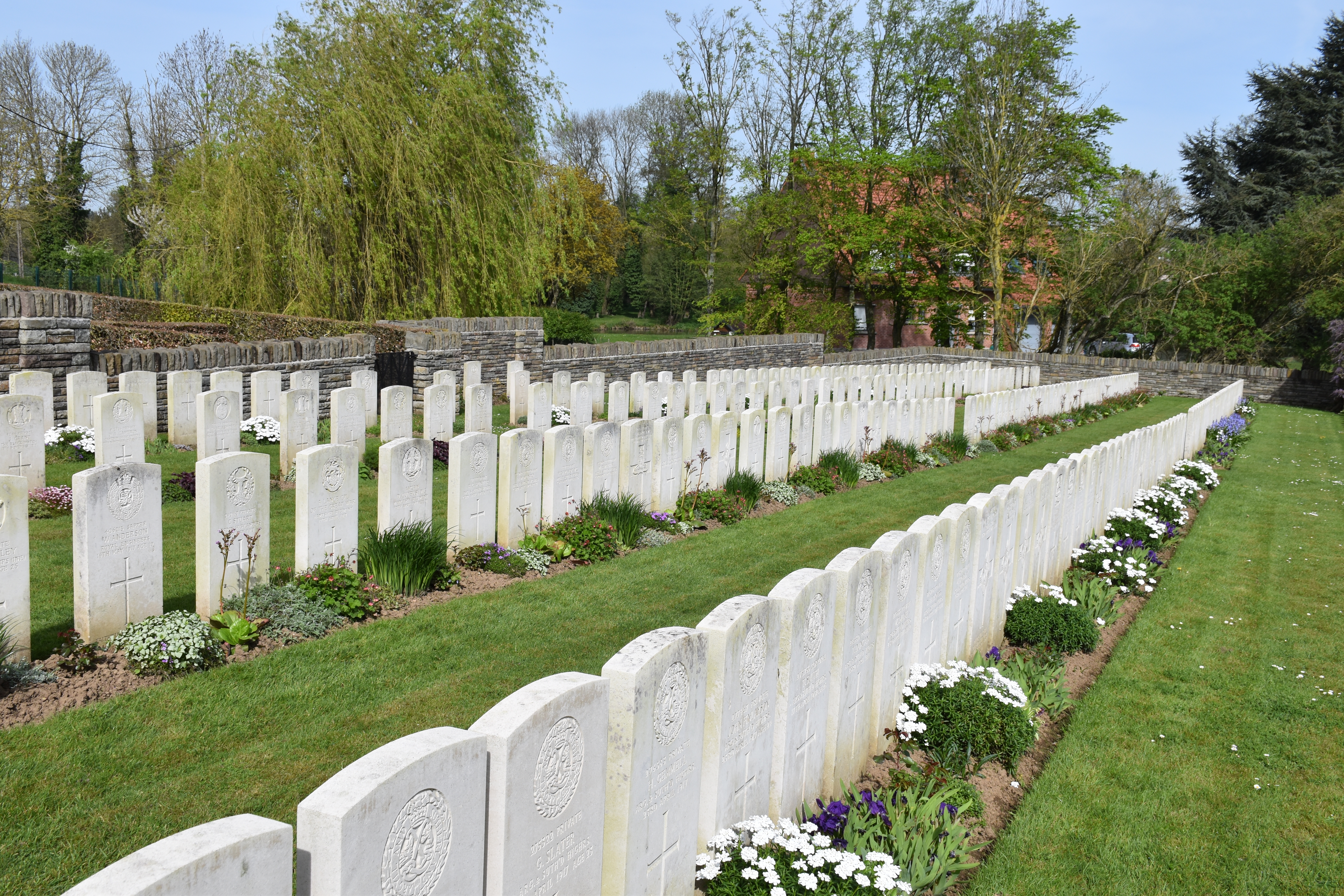
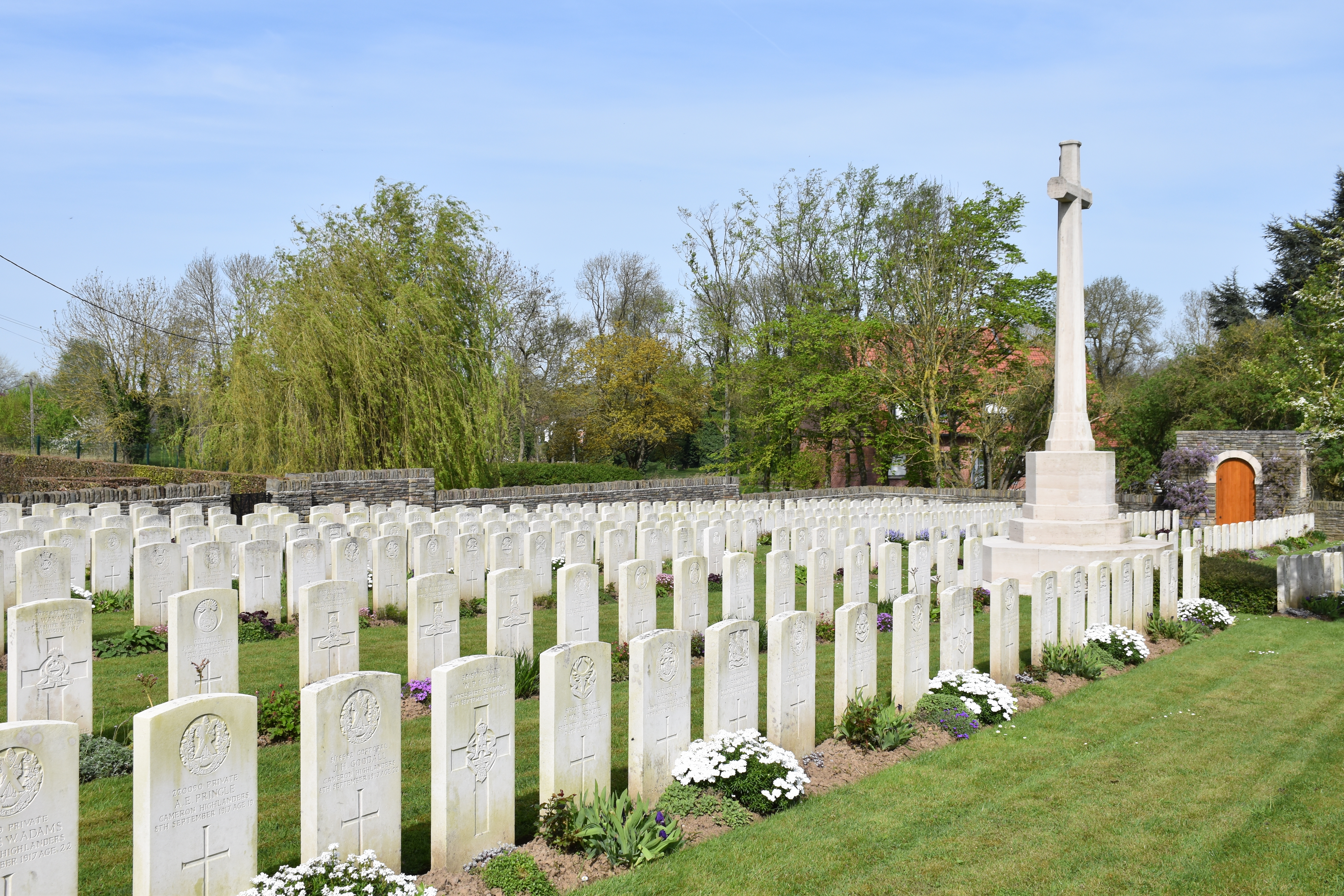
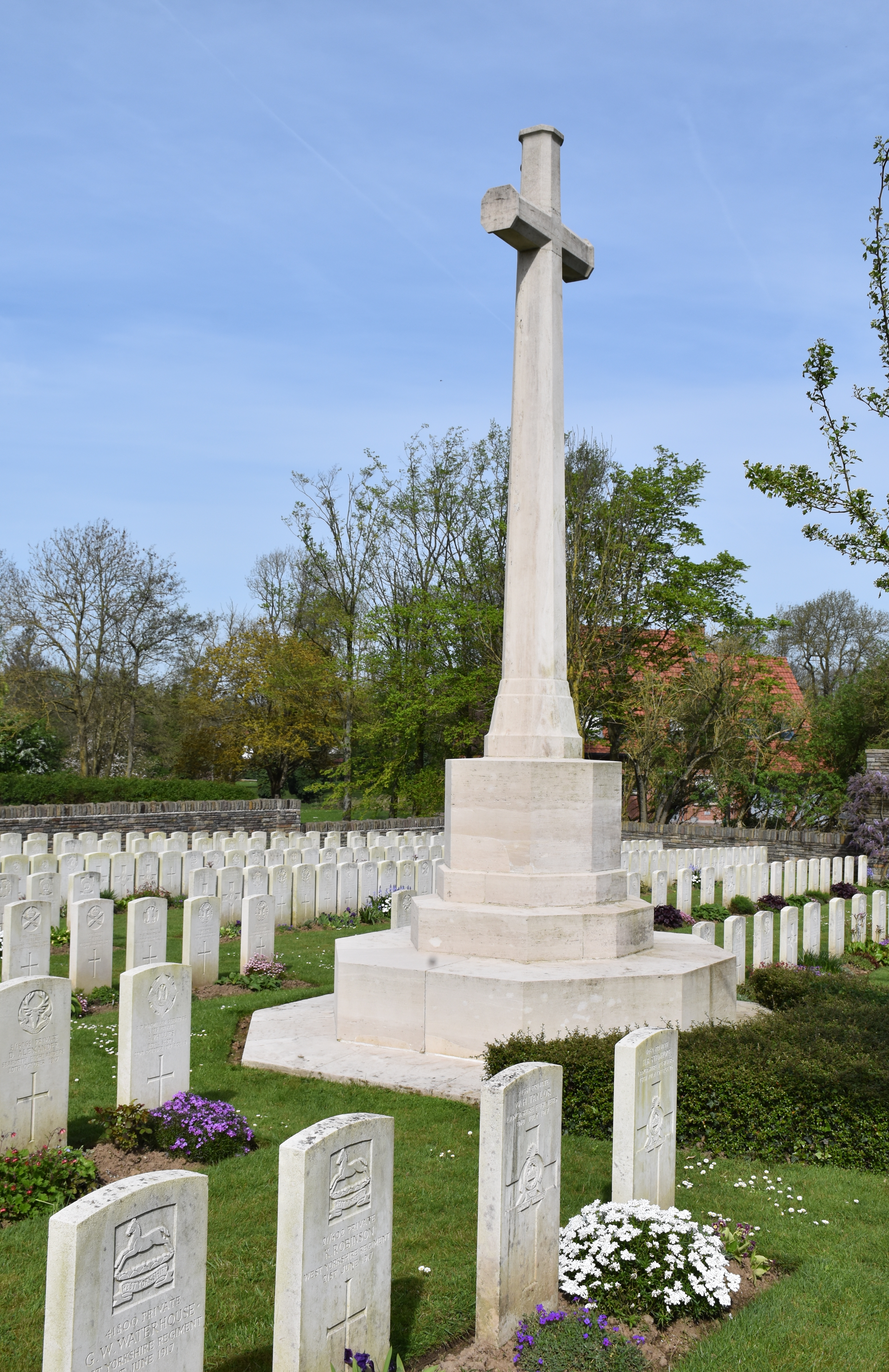
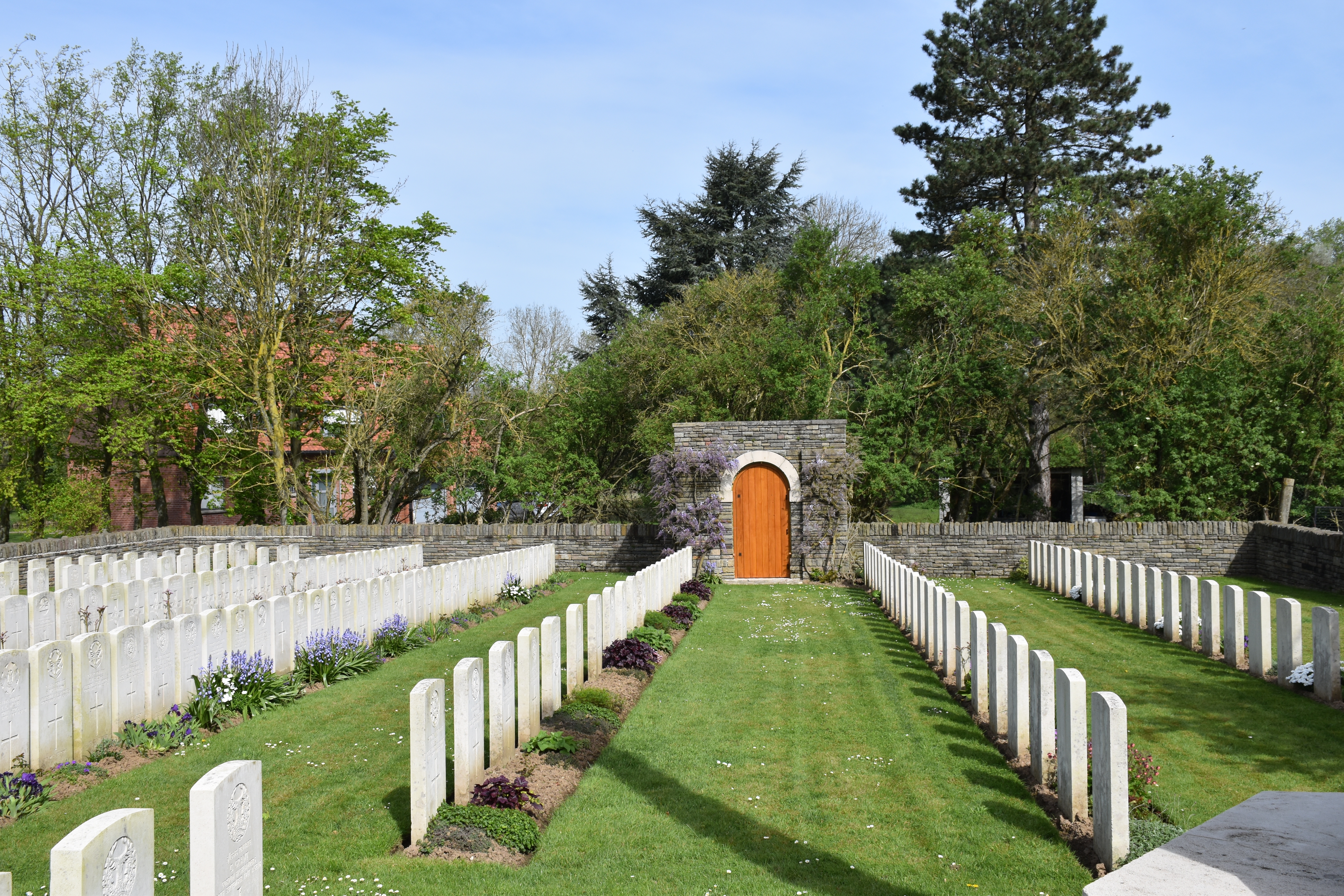
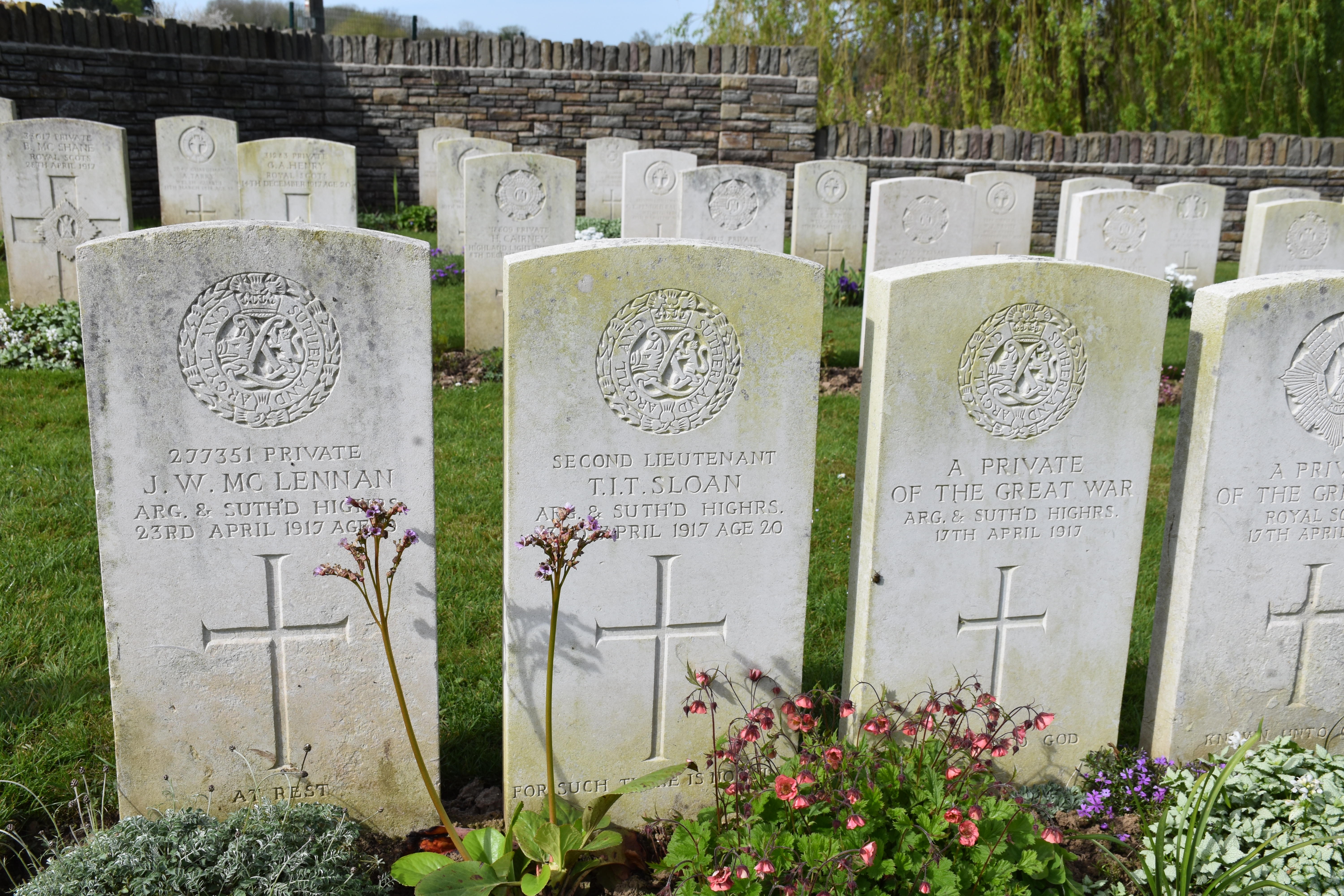

## Sépultures
| Pays           | Sépultures |
| -------------- | ---------- |
| Royaume-Uni    | 401        |
| Afrique du Sud | 4          |
| Total          | 405        |

## Pour approfondir